# Маради
Маради је трећи највећи град у Нигеру, после Нијамеја и Зиндера. Административни је центар истоимене регије на југу земље. У Марадију, седиште имају и истоимени департман и градска општина.

## Демографија
Маради је првобитно био изграђен на поплавној низији. После неколико великих поплава француске колонијалне власти преселиле су град на плато изнад те низије 1946. године. Према Државном заводу за статстику Нигера из 2011. број становника износио је 206.414 Доминантна етничка група у граду је Хауса, затим следе припадници народа Фулани и Туарези. Разне етничке групе из суседне Нигерије, нарочито Ибо и Јоруба, такође се могу наћи у занатским или у малим трговинама.

## Привреда
Маради је главно саобраћајно-трговинско и пољопривредно средиште средњег дела јужног Нигера. Налази се на главноу ауто-путу који спаја главни град Нијамеј на западу са Диффом на далеком истоку земље. Маради је одавно трговачки град, на путу северно од Каноа у Нигерији.
Град се налази у регији познатој по узгајању кикирикија.

## Градови побратими
Маради је у пријатељским односима са следећим градовима са којима се побратимио:
- Акисар, Турска

## Клима
| Клима Маради 2010           | Клима Маради 2010 | Клима Маради 2010 | Клима Маради 2010 | Клима Маради 2010 | Клима Маради 2010 | Клима Маради 2010 | Клима Маради 2010 | Клима Маради 2010 | Клима Маради 2010 | Клима Маради 2010 | Клима Маради 2010 | Клима Маради 2010 | Клима Маради 2010 |
| Показатељ \ Месец           | .Јан.             | .Феб.             | .Мар.             | .Апр.             | .Мај.             | .Јун.             | .Јул.             | .Авг.             | .Сеп.             | .Окт.             | .Нов.             | .Дец.             | .Год.             |
| --------------------------- | ----------------- | ----------------- | ----------------- | ----------------- | ----------------- | ----------------- | ----------------- | ----------------- | ----------------- | ----------------- | ----------------- | ----------------- | ----------------- |
| Апсолутни максимум, °C (°F) | 33,4 (92,1)       | 37,7 (99,9)       | 38,5 (101,3)      | 41,8 (107,2)      | 40,7 (105,3)      | 37,2 (99)         | 32,8 (91)         | 31,9 (89,4)       | 33,2 (91,8)       | 35,9 (96,6)       | 37,1 (98,8)       | 32,2 (90)         | 36,0 (96,8)       |
| Апсолутни минимум, °C (°F)  | 13,8 (56,8)       | 19,3 (66,7)       | 22,3 (72,1)       | 26,2 (79,2)       | 28,7 (83,7)       | 26,0 (78,8)       | 23,7 (74,7)       | 22,5 (72,5)       | 23,1 (73,6)       | 23,3 (73,9)       | 18,6 (65,5)       | 14,0 (57,2)       | 21,8 (71,2)       |
| [ тражи се извор ]          |                   |                   |                   |                   |                   |                   |                   |                   |                   |                   |                   |                   |                   |